# Communauté de communes de Gâtine et Choisilles
La Communauté de communes de Gâtine et Choisilles est une ancienne communauté de communes française située dans le département d'Indre-et-Loire.

## Géographie

### Composition
Elle est composée des communes suivantes :
| Nom                             | Code Insee | Gentilé       | Superficie (km2) | Population (dernière pop. légale) | Densité (hab./km2) |
| ------------------------------- | ---------- | ------------- | ---------------- | --------------------------------- | ------------------ |
| Saint-Antoine-du-Rocher (siège) | 37206      | Rocantoniens  | 24,23            | 1 670 (2014)                      | 69                 |
| Beaumont-la-Ronce               | 37021      |               | 39,04            | 1 224 (2014)                      | 31                 |
| Cerelles                        | 37047      | Cerellois     | 12,30            | 1 210 (2014)                      | 98                 |
| Charentilly                     | 37059      | Charentillais | 14,13            | 1 234 (2014)                      | 87                 |
| Neuillé-Pont-Pierre             | 37167      | Noviliaciens  | 39,00            | 1 968 (2014)                      | 50                 |
| Pernay                          | 37182      | Pernaisiens   | 17,61            | 1 276 (2014)                      | 72                 |
| Rouziers-de-Touraine            | 37204      | Rouziérois    | 18,19            | 1 240 (2014)                      | 68                 |
| Semblançay                      | 37245      | Semblancéens  | 35,66            | 2 143 (2014)                      | 60                 |
| Sonzay                          | 37249      | Sonzéens      | 48,34            | 1 403 (2014)                      | 29                 |
| Saint-Roch                      | 37237      | Rochiens      | 4,75             | 1 274 (2014)                      | 268                |

## Historique
- 9 décembre 1999 : transformation du district de Gâtine et Choisilles en communauté de communes
- 1er janvier 2005 : adhésion de la commune de Pernay.
- 1er janvier 2017 : regroupement avec la communauté de communes Pays de Racan pour créer la communauté de communes Gâtine et Choisilles - Pays de Racan .

## Démographie
La communauté de communes de Gâtine et Choisilles comptait 13 354 habitants (population légale INSEE) au 1er janvier 2007. La densité de population est de 52,7 hab./km2.

### Évolution démographique
| 1968  | 1975  | 1982  | 1990  | 1999   | 2007   | 2013   | - | - |
| ----- | ----- | ----- | ----- | ------ | ------ | ------ | - | - |
| 7 037 | 7 187 | 8 298 | 9 893 | 11 389 | 13 354 | 14 389 | - | - |

### Pyramide des âges
| Hommes | Classe d’âge | Femmes |
| ------ | ------------ | ------ |
| 0,3    | 90 ans ou +  | 0,9    |
| 4,4    | 75 à 89 ans  | 6,1    |
| 9,8    | 60 à 74 ans  | 10,5   |
| 22     | 45 à 59 ans  | 20,6   |
| 24,8   | 30 à 44 ans  | 25,1   |
| 14,7   | 15 à 29 ans  | 14,4   |
| 24,1   | 0 à 14 ans   | 22,4   |

| Hommes | Classe d’âge | Femmes |
| ------ | ------------ | ------ |
| 0,5    | 90 ans ou +  | 1,4    |
| 6,8    | 75 à 89 ans  | 9,8    |
| 13,1   | 60 à 74 ans  | 13,9   |
| 20,7   | 45 à 59 ans  | 20,1   |
| 20,4   | 30 à 44 ans  | 19,3   |
| 19,6   | 15 à 29 ans  | 19,1   |
| 18,8   | 0 à 14 ans   | 16,4   |

## Politique communautaire

### Représentation

#### Présidents de la communauté de communes
| Période | Période  | Identité         | Étiquette | Qualité                    |
| ------- | -------- | ---------------- | --------- | -------------------------- |
| 1999    | 2014     | Gérard Martineau |           | Maire de Beaumont-la-Ronce |
| 2014    | en cours | Alain Anceau     | UDI       | Maire de Saint-Roch        |

### Compétences
- Aménagement de l'espace
- Action de développement économique
- Protection et mise en valeur de l'environnement
- Création, aménagement et entretien des voiries d'intérêt communautaire
- Politique du logement et du cadre de vie
- Loisirs, sports, culture
- Centres de secours

### Identité visuelle
|  | Logo de la Communauté de Communes |

## Pour approfondir

## Sources
- Le splaf - (Site sur la Population et les Limites Administratives de la France)
- La base aspic - (Accès des Services Publics aux Informations sur les Collectivités)